# Gochang (1993)
Gochang (고창) – południowokoreański niszczyciel min z lat 90. XX wieku, jedna z sześciu zbudowanych jednostek typu Ganggyeong. Okręt został zwodowany 30 marca 1993 roku w stoczni Kangnam Corporation w Pusan, a do służby w Marynarce Wojennej Republiki Korei wszedł 29 października 1993 roku. Jednostka, oznaczona numerem taktycznym 566, nadal znajduje się w składzie floty i ma status operacyjny (stan na 2019 rok).

## Projekt i budowa
Niszczyciele min typu Ganggyeong zostały zaprojektowane w krajowej stoczni Kangnam, jednak wzorowane były na włoskich jednostkach typu Lerici . Pierwsza jednostka – „Ganggyeong” – przeznaczona została do testów, dwie następne zamówiono w 1988 roku, a trzy kolejne w roku 1990. Plany zbudowania łącznie 16 okrętów tego typu zostały zarzucone.
„Gochang” zbudowany został w stoczni Kangnam Corporation w Pusan . Wodowanie okrętu odbyło się 30 marca 1993 roku .

## Dane taktyczno–techniczne
Okręt jest przybrzeżnym niszczycielem min z kadłubem wykonanym z kompozytów . Długość całkowita wynosi 50 metrów, szerokość całkowita 9,6 metra (8,3 metra na wodnicy), a zanurzenie 2,6 metra . Wyporność standardowa wynosi 470 ton, a pełna 520 ton . Okręt napędzany jest przez dwa silniki wysokoprężne MTU o łącznej mocy 1,5 MW (2040 KM), poruszające dwoma pędnikami cykloidalnymi Voith-Schneider. Okręt dysponuje też dziobowym sterem strumieniowym napędzanym silnikiem o mocy 75 kW. Maksymalna prędkość jednostki wynosi 15 węzłów . Zasięg wynosi 2000 Mm przy prędkości 10 węzłów.
Uzbrojenie artyleryjskie jednostki składa się z pojedynczego działka kalibru 20 mm Oerlikon Mk 10 L/70 oraz dwóch pojedynczych karabinów maszynowych kalibru 7,62 mm L/90 . Wyposażenie przeciwminowe stanowią dwa pojazdy podwodne Gaymarine Pluto . Wyposażenie radioelektroniczne obejmuje radar nawigacyjny Raytheon SPS-64, sonar kadłubowy GEC-Marconi 193M i system walki Racal MAINS 500.
Załoga okrętu składa się z 5 oficerów i 43 podoficerów i marynarzy (w tym czterech nurków).

## Służba
„Gochang” został przyjęty do służby w Marynarce Wojennej Republiki Korei 29 października 1993 roku . Okręt otrzymał numer taktyczny 566 . Do 2015 roku prawdopodobnie dokonano wymiany pojazdów podwodnych Pluto na nowsze Double Eagle. Jednostka nadal znajduje się w składzie floty i ma status operacyjny (stan na 2019 rok) .